# Liste der denkmalgeschützten Objekte in Předslav
Grundlage dieser Liste der denkmalgeschützten Objekte in Předslav ist die ÚSKP-Liste (Ústřední seznam kulturních památek České republiky, deutsch Zentrale Liste der Kulturdenkmäler der Tschechischen Republik), die von der tschechischen Denkmalschutzbehörde NPÚ (Národní památkový ústav, deutsch Nationale Denkmalbehörde) seit 1987 geführt wird und an die seit dem Jahr 1850 geschaffenen Listen anschließt.

## Denkmalgeschützte Objekte nach Ortsteilen

### Předslav
| Lage                | Objekt                        | Beschreibung | ÚSKP-Nr.                  | Bild             |
| ------------------- | ----------------------------- | --- | ------------------------- | ---------------- |
| Předslav (Standort) | Kirche St. Jakobus der Ältere | Eine einschiffige Kirche mit einem rechteckigen Kirchenschiff, Presbyterium und zwei angrenzenden fünfeckigen Kapellen, mit einem massiven prismatischen Turm in der Westfassade. Barockes, ursprünglich gotisches Gebäude.                       | 34936/4-3256 Info Katalog | weitere Bilder   |
| Předslav (Standort) | Getreidespeicher              | Massiver, mehrgeschossiger Getreidespeicher mit zwei dreieckigen Giebeln, die aus Bruchstein gemauert sind. Einfache rechteckige Eingänge mit Profil. Ein Beispiel eines barocken Wirtschaftsgebäudes aus der zweiten Hälfte des 18. Jahrhunderts | 28888/4-3257 Info Katalog | Getreidespeicher |

### Měcholupy
| Lage                                       | Objekt                      | Beschreibung | ÚSKP-Nr.                  | Bild                    |
| ------------------------------------------ | --------------------------- | --- | ------------------------- | ----------------------- |
| Měcholupy, südwestlicher Teil (Standort)   | Kapelle des Heiligen Apollo | Über dem Eingangsportal befindet sich eine rechteckige Nische mit einem eingerückten, halbkreisförmigen Bogen und dem Emblem des Großpriors der Grafen von Königsegg. Ein Beispiel einer einfachen Barockkapelle von 1726. | 31598/4-3134 Info Katalog | weitere Bilder          |
| Měcholupy, oberhalb des Weihers (Standort) | Getreidespeicher            | Großer zweistöckiger Getreidespeicher mit rechteckigem Grundriss, Mansardendach und originaler farbiger Fassade. Ein Beispiel eines barocken Wirtschaftsgebäudes aus der zweiten Hälfte des 18. Jahrhunderts.              | 31194/4-3135 Info Katalog | weitere Bilder          |
| Měcholupy, Měcholupy 1 (Standort)          | Altes Schloss Měcholupy     | Ein Beispiel für ein kleines Feudalschloss, das wahrscheinlich im 14. Jahrhundert als Wasserfestung erbaut wurde. Renaissance-Umbau zu einem kleinen Schloss, Mitte des 18. Jahrhunderts im Barockstil erweitert.          | 20605/4-3133 Info Katalog | Altes Schloss Měcholupy |

### Němčice
| Lage                                     | Objekt                              | Beschreibung | ÚSKP-Nr.                  | Bild                                |
| ---------------------------------------- | ----------------------------------- | --- | ------------------------- | ----------------------------------- |
| Němčice (Standort)                       | Kirche Mariä Himmelfahrt            | Hochwertiges klassizistisches Gebäude, 1837 als Neubau an der Stelle der ursprünglichen gotischen Kirche unter Verwendung älterer Gebäudeteile erbaut. Das Gebäude wurde in den ursprünglichen Strukturen erhalten. | 25289/4-3162 Info Katalog | weitere Bilder                      |
| Němčice (Standort)                       | Marterl                             | Bildstock, bestehend aus einer massiven, gemauerten, zylindrischen Säule mit einem grünen Gitter und einem geschmiedeten Kreuz. Atypischer Bildstock aus dem 18. Jahrhundert. | 31714/4-3165 Info Katalog | BW                                  |
| Němčice (Standort)                       | Statue des Hl. Johannes von Nepomuk | Auf einem mit einer Kartusche mit Widmungsinschrift geschmückten Sockel eine etwas überlebensgroße Statue des Heiligen Johannes von Nepomuk. Hochwertige Barockskulptur des Pilsner Bildhauers Karel Legát aus der zweiten Hälfte des 18. Jahrhunderts.                                                                                      | 30726/4-3166 Info Katalog | Statue des Hl. Johannes von Nepomuk |
| Němčice, hinter Nr. 33 und 47 (Standort) | Festung                             | Sehr gut erhaltene Relikte eines kleinen mittelalterlichen Herrenhauses. | 19669/4-3164 Info Katalog | BW                                  |
| Němčice (Standort)                       | Kirche des Hl. Johannes des Täufers | Achteckiges Hauptgebäude mit pyramidenförmigem Dach und Laterne, Eingangsportal aus der Renaissance, eingerahmt von Säulen mit dreieckiger Plakette. Hochwertiger und nur spärlich dokumentierter Typ eines zentralen Sakralbaus, der in seiner ursprünglichen Form in der Architektur der tschechischen Renaissance erhalten geblieben ist. | 42136/4-3163 Info Katalog | weitere Bilder                      |
| Němčice, Němčice 37 (Standort)           | Dekanat und Pfarrhaus               | Ein wertvolles Beispiel eines spätbarocken Pfarrgebäudes aus dem Jahr 1789 mit Wirtschaftsgebäude, das in seinem ursprünglichen Grundriss mit hochwertigen handwerklichen Details erhalten geblieben ist. | 44211/4-4745 Info Katalog | Dekanat und Pfarrhaus               |

### Petrovičky
| Lage                             | Objekt                              | Beschreibung | ÚSKP-Nr.                  | Bild                                |
| -------------------------------- | ----------------------------------- | --- | ------------------------- | ----------------------------------- |
| Petrovičky (Standort)            | Hügelgrab                           | Die Existenz des Grabhügels ist nicht eindeutig bewiesen, und der genaue Ort eines früheren Fundes aus dem Jahr 1924 ist nicht bekannt. | 45656/4-3228 Info Katalog | BW                                  |
| Petrovičky, Dorfplatz (Standort) | Statue des Hl. Johannes von Nepomuk | Eine polychrome Statue des Heiligen auf einem massiven Prismensockel aus der ersten Hälfte des 19. Jahrhunderts.                        | 26328/4-3227 Info Katalog | Statue des Hl. Johannes von Nepomuk |